# Източноафриканска федерация
Източноафриканска федерация (на английски: East African Federation, на суахили: Shirikisho la Afrika Mashariki) е предложен политически съюз на седем суверенни държави от Източноафриканската общност – Бурунди, Кения, Руанда, Южен Судан, Танзания, ДР Конго и Уганда, като единна федеративна суверенна държава. През септември 2018 г. е сформирана комисия, която да започне процеса по изготвяне на регионална конституция, като проектът за конституция на конфедерацията трябваше да бъде написан до края на 2021 г. и да се приложи до 2023 г.; обаче има вероятност този срок да бъде пропуснат.

## Хронология
През 2010 г. Източноафриканската общност отваря свой собствен общ пазар за стоки, работна сила и капитал в региона, с цел да се въведе единна валута през 2014 г. и да се създаде пълна политическа федерация през 2015 г.
На 14 октомври 2013 г. лидерите на Уганда, Кения, Руанда, Танзания и Бурунди провеждат среща в Кампала, като обсъждат проекта на конституция за Източноафриканската федерация.
На 15 април 2016 г. правителството на Южен Судан подписва договора за учредяването на Източноафриканската федерация, с което завършва формалното присъединяване към този интеграционен проект.
Комисията провежда петдневно консултативно съвещание в Бурунди от 14 до 18 януари 2020 г., на което е обявено, че към края на 2021 г. проектът за конституция на конфедерацията ще е готов. Предполага се, че след одобряването на проекта от шестте държави членки на Източноафриканската общност и след още година консултации Източноафриканската конфедерация ще бъде създадена към 2023 г. Пътната карта за създаването на пълноценна политическа федерация подробно ще се обсъжда на бъдещи заседания.

## Обща характеристика
Площта на федерацията ще е 4,8 млн. km², с която тя ще е най-голямата в Африка и седма в света. По население, 281 млн души (2022), тя ще стане първа в Африка и четвърта в света, изпреварвайки Русия, Япония, Мексико и Индонезия. Гъстотата на населението на ИАФ ще е 82,5 д./km². По оценка на книгата с факти на ЦРУ, БВП на федерацията ще е 834 млрд. щ.д., което ще го направи пети в Африка и 34-ти в света. БВП на човек от населението ще възлезе на 1500 щ.д.
Във федерацията се предполага официален lingua franca да бъде суахили. Предлага се столица да бъде танзанийският град Аруша, който се намира близо до границата с Кения и е седалище на Източноафриканската общност. Най-големият град на територията на потенциалната федерация ще бъде Киншаса, а вторият по големина – Дар ес Салам (4,4 млн д. към 2012 г.).
| Страна     | Столица | Население (2019) | Площ (km²) | БВП (млрд. щ.д.) | БВП на глава от населението (щ.д.) | БВП (ППС) (млрд. щ.д.) | ВВП (ППС) на глава от населението (щ.д.) |
| ---------- | ------- | ---------------- | ---------- | ---------------- | ---------------------------------- | ---------------------- | ---------------------------------------- |
| Кения      | Найроби | 52,6 млн         | 580 367    | 69 074           | 1477                               | 163 352                | 3494                                     |
| Танзания   | Додома  | 58,0 млн         | 947 300    | 49 528           | 998                                | 161 790                | 3262                                     |
| Уганда     | Кампала | 44,3 млн         | 241 038    | 27 556           | 651                                | 90 973                 | 2150                                     |
| Бурунди    | Гитега  | 11,5 млн         | 27 830     | 2 976            | 301                                | 8 486                  | 859                                      |
| Руанда     | Кигали  | 12,6 млн         | 26 338     | 9 052            | 762                                | 23 713                 | 1995                                     |
| Южен Судан | Джуба   | 11,1 млн         | 644 329    | 5 239            | 399                                | 24 191                 | 1841                                     |
| Общо       | Общо    | 190 млн          | 2 467 202  | 163 425          | 941                                | 472 505                | 272 206                                  |